# Joyce Farmer
Joyce Farmer, née en 1938 à Los Angeles, est une autrice de comics underground.

## Biographie
Joyce Farmer naît en 1938. Elle commence par une carrière d'artiste à Los Angeles. Elle y rencontre Lyn Chevli avec laquelle elle décide de lancer un comics underground féministe pour répondre au sexisme de ceux créés par des hommes. En juillet 1972, Joyce Farmer et Lyn Chevli fondent la maison d'édition Nanny Goat Production et lancent le premier comix féministe intitulé Tits & Clits. Il précède ainsi le comix Wimmen's Comix publié par Trina Robbins. Farmer et Chevli travaillent aussi à la Laguna's Free Clinic pour aider les femmes enceintes. Fortes de cette expérience, elles publient en 1973 Abortion Eve qui traite de l'avortement sous un aspect médical et du stress psychologique provoqué par une grossesse non-désirée. Au milieu des années 1970, Joyce Farmer, qui signait alors ses bandes dessinées sous son nom d'épouse Joyce Sutton, décide de reprendre son nom de naissance. Lyn Chevli cesse de dessiner dans Tits & Clits après le troisième numéro et prend en charge le rôle de responsable éditoriale tout en continuant à écrire dans le magazine. Joyce Farmer continue de participer à ce comics de 1976 à 1987. Elle est présente à chaque numéro mais, à partir du troisième numéro, elle est rejointe par de nombreuses autres autrices (Dot Bucher, Roberta Gregory, Ruth Lynn, Trina Robbins, Shelby Sampson, Chris Powers, Jennifer Malik, Michelle Jurris, Paula Gray, Miriam Flambe, Rocky Trout, Terry Richards, Beverly Hilliard et Sharon Rudahl). De plus, elle participe à Wimmen's Comix du n°5 (publié en 1975) au n°11 (publié en 1987). Dans les années 1980, une série d'ennuis l'éloignent du monde de la bande dessinée. Elle divorce et doit élever seule son enfant ; les revenus issus de la vente des comix ne suffisent pas et elle est amenée à travailler comme garante de caution judiciaire. De plus, elle s'occupe de son père et de sa belle-mère vieillissants et malades. Après s'être remariée et avoir déménagé à Laguna Beach, elle revient aux comics pour raconter cette histoire. Elle est publiée dans le magazine Zero-zero de l'éditeur Fantagraphics. Ce récit autobiographique lui prend 13 ans. Appuyée par Robert Crumb, Joyce Farmer peut faire publier, chez Fantagraphics, l'intégralité de cette histoire dans un roman graphique de 208 pages intitulé Special Exits qui connaît un succès important récompensé par plusieurs prix.

## Œuvres
- Participation à : Diane Noomin et collectif, Drawing Power: Women's stories of sexual violence, harassment and survival, Abrams Books, 2019 (ISBN 9781419736193), prix Eisner de la meilleure anthologie 2020[3]
  - traduit en français par Samuel Todd sous le titre Balance ta bulle : 62 dessinatrices témoignent du harcèlement et de la violence sexuelle, Massot Éditions, 2020  (ISBN 978-2380352283)

## Récompenses
- 2011 : Prix de la National Cartoonists Society du roman graphique 2010 pour 'Special Exits[2]
- 2011 : Prix Inkpot[4].